# المنطقة الحرة للتصدير بطنجة
المنطقة الحرة للتصدير بطنجة (بالإنجليزية: Tangier Exportation Free Zone) هي منطقة اقتصادية حرة واقعة جنوب مدينة طنجة، بالمغرب. تمتد المنطقة على مساحة 3.45 كم². ويديرها مكتب المنطقة الحرة لطنجة (TFZ).
بلغ مدخول المنطقة في سنة 2011 : 8.556.438.000 درهم 

## وصلات خارجية
- الموقع الرسمي للمنطقة الحرة لطنجة (بالفرنسية) (بالإنجليزية) (بالإسبانية)
- طنجة، دبي الجديدة - WebWire.com (بالإنجليزية)